# Jacques-Joseph Haus

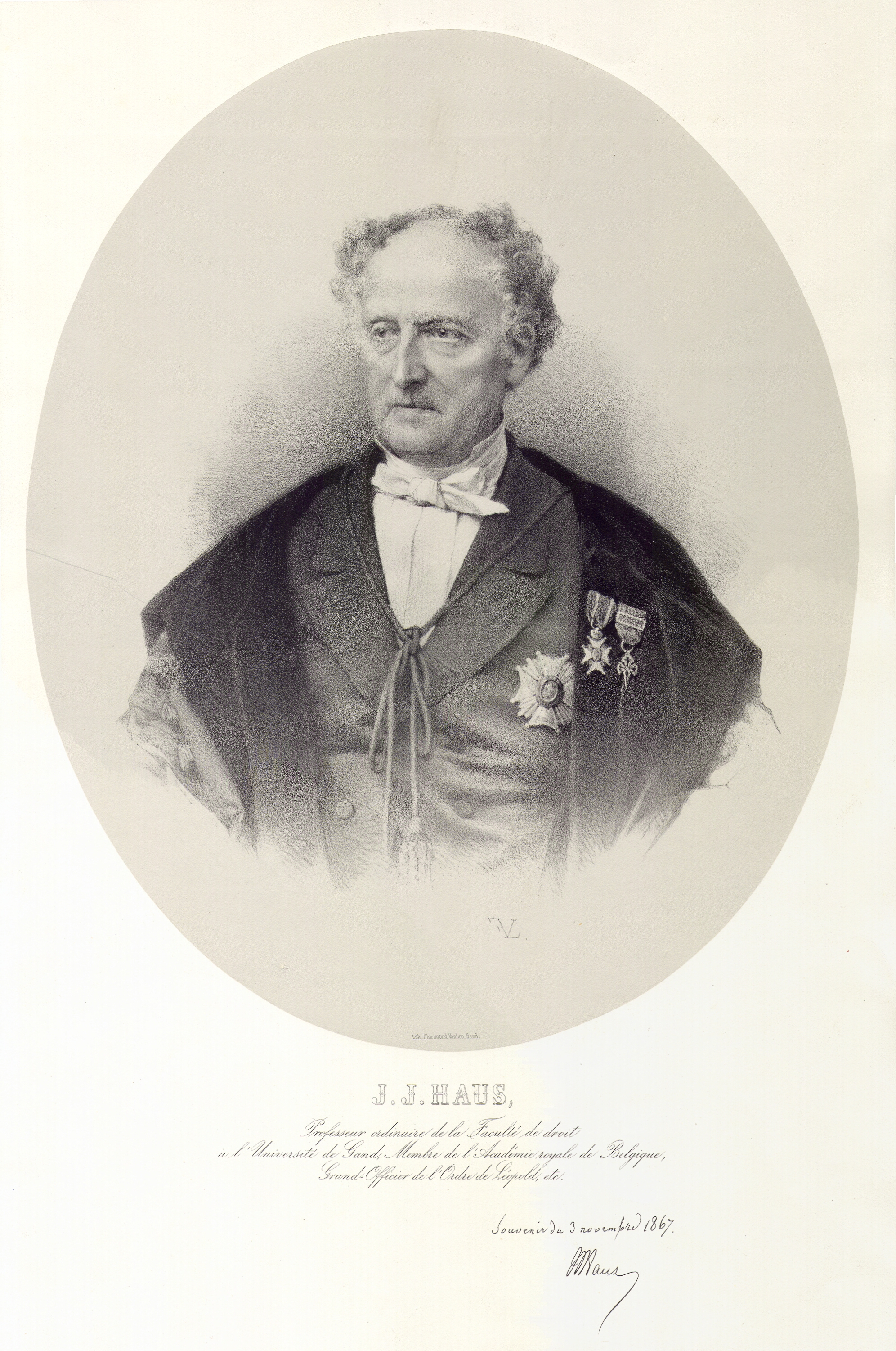
Jacques-Joseph Haus

Jacques-Joseph Haus, född 5 januari 1796 i Würzburg, död 23 februari 1881 i Gent, var en tysk-belgisk jurist. 
Haus blev 1817 professor i Gent. Han gjorde sig känd som kriminalist och ivrare för dödsstraffets avskaffande; den belgiska strafflagen av 1867 var väsentligen hans verk. Bland hans skrifter märks La peine de mort (1867) och Principes généraux du droit belge (1869, 1874, 1879). Han blev belgisk medborgare 1869.